# Rahvaste mälestussammas
Rahvaste mälestussammas lub Rahvaste monument (pol. Pomnik narodów) – pomnik wzniesiony w Tartu w 1811 roku. Najstarszy wystawiony przez władze monument zawierający inskrypcję w języku estońskim.

## Geneza
W trakcie rozpoczętej w 1804 roku budowy głównego gmachu Uniwersytetu Dorpackiego odnaleziono liczne szczątki ludzkie. Było to spowodowane tym, iż prace prowadzono na terenie kościoła św. Marii, zburzonego w trakcie wielkiej wojny północnej, oraz otaczającego go cmentarza. Szczątki przeniesiono na drugą stronę wzgórza Toomemägi, gdzie w lipcu 1806 roku zostały pochowane. Pogrzebane miały wówczas zostać 42 wozy ludzkich kości. Monument zaprojektował Johann Wilhelm Krause – architekt budynku Uniwersytetu Dorpackiego. Pomnik odsłonięto w 1811 roku.

## Opis
Monument charakteryzuje się konstrukcją na planie kwadratu. Postument zbudowany jest z czerwonych cegieł, wieńczy go kula z krzyżem, zaś na każdej z jego ścian znajduje się wykonana z brązu tablica. Każda z płyt zawiera inskrypcję w innym języku – łacinie, niemieckim, rosyjskim i estońskim. Estońska inskrypcja zapisana została w dialekcie tartu i zawiera następującą treść:

Siin hengawa mitme maije rahwa luid. Tarto liin matt neid omma Maria kirriko man XIII:nest saast XVIII saa aastade sadik. Neide hawwade pääl ehhit Alexander selle wastse tarkusse templi. Sedda kottust anti neil lujedel hengamisses MDCCCVI:mal aastal iani kuul...

Inspiracją dla pomnika były pomniki nagrobne z Licji.
Monument znajduje się przy skrzyżowaniu ulic Vallikraavi i Karl Ernst von Baeri. W rejestrze zabytków został przypisany pod adres Karl Ernst von Baeri tänav 19  .

## Znaczenie i dzieje współczesne

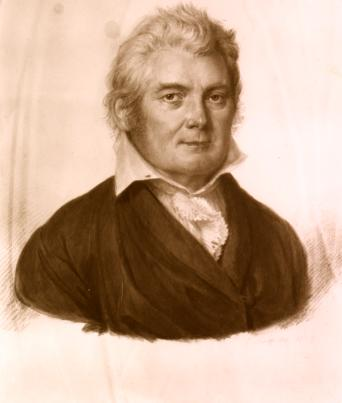
Projektant monumentu Johann Wilhelm Krause.

Rahvaste mälestussammas jest pierwszym pomnikiem wystawionym przez władze państwowe z inskrypcją w języku estońskim. Kolejnym takim monumentem był pomnik Marcina Lutra w Kumma, wystawiony w 1862 roku. Rahvaste mälestussammas jest także najstarszym znanym pomnikiem w przestrzeni publicznej Tartu. 
W trakcie prac archeologicznych w piwnicach gmachu uniwersytetu odnaleziono kolejne kości, które zostały złożone obok monumentu 20 września 1985 roku . 
W latach 90. XX wieku z pomnika zdemontowano brązowe tablice w związku z zagrożeniem kradzieży przez złodziei złomu. Tablice w językach niemieckim, rosyjskim i łacińskim zamontowano po konserwacji na odrestaurowanym postumencie w 2000 roku. W przypadku tablicy estońskiej zamontowana została jedynie kopia oryginalnej płyty z inskrypcją. 
Od tego czasu pomnik był dewastowany przez wandali. Między innymi usunęli oni znajdujące się na tablicach miedzianie reliefy przedstawiające czaszkę ze skrzyżowanymi kośćmi, nanieśli na nie rysy i maźnięcia.
Zgodnie z rozporządzeniem wydanym 19 marca 1997 roku Rahvaste mälestussammas został wpisany z numerem 138 na listę zabytków. Obecnie nosi numer 4370  .
```

```